# ジェイピィールーム
ジェイピィールーム株式会社（英: J.P ROOM Inc）は、東京都品川区に本社を置くアップフロントグループの芸能事務所。

## 概要
当初はつんく♂のマネジメントおよび彼の手がける音楽、舞台等の制作を主に行う事務所だったが、2006年10月につんくがTNXを設立、その後移籍したため、その後は主にハロー!プロジェクトの一部および卒業したタレント等のマネジメントを行う事務所となった。
その後、アップフロントグループ内の事業再編によって複数のタレントがグループ内移籍し、現在はグループ内でタレントマネジメントを行う会社のひとつとなっている。
アップフロントグループは日本音楽制作者連盟（音制連）に加盟している（ただし2012年3月現在、音制連の正会員一覧には明記されていない）が、当事務所は音制連ではなく日本音楽事業者協会（音事協）に加盟している。
2012年6月以降は、当事務所の所属タレントについて、アップフロントグループ内に新設されたジャストプロとの間でマネジメント業務の提携を実施。一部のタレントは、その後ジャストプロに移籍した。
2013年6月19日、6月末日をもってお笑い事業から撤退することが所属する芸人から一斉に発表された。
2016年12月にコーポレートロゴマークをアップフロントグループに準じたロゴマークに改定した。
2020年12月に事業所を東京都港区東麻布から品川区西五反田へ移転した。
2023年1月、アップフロントグループ系列の大規模な人事異動が実施され、多数のタレントが移籍した。

## 現在の所属タレント
- 道重さゆみ
- 譜久村聖
- 竹内朱莉
- 石田亜佑美
- 佐藤優樹
- 宮崎由加
- 宮本佳林
- 植村あかり
- 佐々木莉佳子
- 稲場愛香
- 森戸知沙希
- 小関舞

## 過去に所属していたタレント・アーティスト
- つんく♂
- 松井雄飛
- 仁田宏和
- なか。たつや
- 時東ぁみ
- 真野恵里菜
- 小川麻琴
- アルマカミニイト
  - エリック・フクサキ
- 久住小春
- 吉澤ひとみ
- 光井愛佳
- あいざわ元気
- 岡井千聖
- 新垣里沙
- 清水佐紀
- はたけ
- 中島卓偉
- おかだ萌萌
- 小片リサ
- 加賀楓
- 浅倉樹々

### 2023年1月の人事異動による移籍
株式会社アップフロントクリエイトに異動
- 兵藤ゆき
- 加藤紀子
- 高山厳
- KAN
- 保田圭
- 石川梨華
- たいせい
- 松原健之
- 須藤茉麻
- 熊井友理奈
- 矢島舞美
- 中島早貴
- 勝田里奈

株式会社ジャストプロに異動
- 藤本美貴（アップフロントクリエイトと業務提携）
- 工藤遥（アップフロントクリエイトと業務提携）
- 飯窪春菜（アップフロントクリエイトと業務提携）

### お笑い事業撤退により離脱
- タイムマシーン3号 - 2013年8月1日付で太田プロダクションに所属。
- 上々軍団 - アップフロントクリエイトに所属。
- ニレンジャー - 2013年10月より浅井企画に所属。
- ツインクル (お笑いコンビ) - SMA NEET Projectに所属。
- めんこい内村（お侍ちゃん） - サンミュージックプロダクションに所属。
- サミットクラブ
- チャンピオンジム（解散）
- さるしばい
- はんぶんこ
- ミニビッシュ